# 1996년 카타르 쿠데타 미수
1996년 카타르 쿠데타 미수(아랍어: محاولة انقلاب 1996 في قطر)는 1996년 2월 14일 카타르에서 일어난 하마드 빈 할리파 알사니 국왕 폐위 시도이자 쿠데타 미수 사건이다. 카타르 정보는 이 쿠데타 미수를 "아부 알리 작전"이라고 부르고 있다.
2017-2018년 발발한 카타르 외교 위기 이후 언론사인 알자지라는 1996년 당시 카타르의 쿠데타 미수 사건에 바레인, 이집트, 사우디아라비아, 아랍에미리트가 하마드 빈 할리파 알사니 국왕 정부를 무너뜨릴 계획을 가지고 쿠데타 세력을 지원했다는 사실을 폭로하였다.

## 동기
1995년 6월 27일, 당시 왕세자였던 하마드 빈 할리파 알사니는 아버지이자 카타르의 에미르였던 할리파 빈 하마드 알타니를 상대로 쿠데타를 일으키고 자신이 에미르에 등극하였다. 할리파 빈 하마드 국왕이 스위스 제네바로 해외 순방을 가는 동안 무혈 궁정 쿠데타를 일으킨 것으로 쿠데타 수 시간 후 카타르의 의회 격에 해당하는 카타르 자문위원회(슈라위원회로도 불림)는 슈라위원회 특별회의를 소집하고 쿠데타 직후 권력을 장악한 하마드 왕세자에게 충성을 맹세하고 헌법에 따른 강제적인 왕위 이앙 절차를 마치며 권력 장악에 성공했다. 쿠데타에 대응하여 할리파 빈 하마드는 자신의 아들을 "멍청한 사람"이라고 부르고 자신이 계속해서 카타르의 합법적인 군주라고 선언했다. 이후 할리파 빈 하마드는 아랍에미리트의 아부다비로 망명생활을 했다.
하마드 빈 할리파의 통치 첫 해에는 언론의 자유를 보장하는 중요한 여러 조치를 시행했고 민주 선거로 선출한 의회를 수립하겠다고 발표했다. 이런 자유화 정책은 문화적으로 보수적이고 전통적 가치를 중요시한 아버지와 극명한 대조를 이뤘다.
1996년 1월에는 신문과의 인터뷰에서 "조만간 고국으로 돌아갈 수 있을 것"이라며 걸프 협력 회의(GCC)가 새로 왕위에 등극한 하마드 빈 할리파와 마찰을 빚는 것을 이용하여 아랍에미리트, 사우디아라비아 등을 연달아 방문하기도 하였다.

## 전개

### 음모
퇴위한 전 에미르와 깊은 관계였던 알타니 가문의 여러 고위 인사들은 하마드 빈 할리파 국왕을 타도하기 위한 역쿠데타를 조직했다. 카타르는 1996년의 쿠데타 미수 사태가 아랍에미리트, 사우디아라비아, 이집트, 바레인 등 해외 각국의 지지로 이뤄졌다고 주장했다. 1997년 뉴욕 타임스의 기사에 따르면, 일부 익명을 요구한 서방 외교관은 쿠데타가 사우디아라비아와 아랍에미리트의 지지와 묵인이 있어야 가능했다고 말한 것을 보도했다.
2018년에는 2017년부터 시작된 카타르 외교 위기 이후 알자지라가 다큐멘터리 보도를 통해 사우디아라비아, 아랍에미리트, 이집트, 바레인이 하마드 빈 할리파 국왕을 축출하는 쿠데타에 가담했다고 보도했다. 알자지라의 보도에 따르면 쿠데타 음모의 핵심은 무장 괴한이 하마드 빈 할리파를 납치해 알라이얀 도로에 있는 자택에 연금시키는 일이었다. 납치 작전은 2월 16일 오전 5시로 예정되었으나 발각 가능성 때문에 급하게 작전일을 2월 14일로 앞당겼다. 카타르 정보부에 따르면 이런 작전변경은 당시 아랍에미리트군 총사령관이었던 무함마드 빈 자이드 알 나하얀의 명령에 따른 것이었다. 여기에 정보부는 카타르의 군사 시설을 완전히 장악한 쿠데타군이 사우디아라비아 비정규군의 도움을 받을 계획이었다고 주장했다. 하지만 쿠데타 음모가 발각되어 실행 전에 실패로 돌아갔다. 카타르 정부는 2월 20일 쿠데타 관련 주동자들을 체포하였다.
알자지라에서는 전 프랑스 육군 사령관인 폴 바릴이 아랍에미리트에서 카타르 쿠데타 작전 시행을 요청받아 무기를 받고 계약했다고 보도했다. 아랍에미티르의 외무부 장관인 안와르 가르가시는 알자지라의 보도에 대해 폴 바릴은 아부다비를 방문했던 전 국왕 할리파 빈 하마드 알타니의 보안요원으로 다큐멘터리의 모든 내용은 쿠데타를 사주한 것이 아랍에미리트라는 선동적인 내용이라고 비난했다.

### 재판
쿠데타의 주동자로 에미르의 사촌이자 전 경제부 장관인 하마드 빈 자심 빈 하마드 알타니가 지목되었다. 수 년간의 망명 생활 끝에 하마드 빈 자심은 1999년 7월 납치되어 재판에 넘겨졌다. 2000년 2월, 하마드 빈 자심을 포함한 32명의 쿠데타 가담자들은 내란음모 혐의로 종신형을 선고받았다. 쿠데타에 연루된 85명이 추가로 기소되었으며, 이 중 일부는 궐석재판 형태로 진행되기도 하였다. 참석한 피고인들은 전원 무죄를 주장했다.

## 같이 보기
- 1972년 카타르 쿠데타
- 1995년 카타르 쿠데타